# Nguyễn Hữu Hạ
Nguyễn Hữu Hạ (1 tháng 9 năm 1949 – 10 tháng 7 năm 2022) là một sĩ quan cao cấp của Quân đội nhân dân Việt Nam, hàm Trung tướng.

## Khen thưởng
- Huân chương Lao động hạng Ba;
- Huân chương Quân công hạng Nhì;
- Huân chương Kháng chiến chống Pháp hạng Nhất;
- Huân chương Kháng chiến chống Mỹ, cứu nước hạng Nhất;
- Huy chương Chiến công hạng Nhất, Nhì, Ba;
- Huy chương Chiến sĩ vẻ vang hạng Nhất, Nhì, Ba;
- Huy chương Quân kỳ Quyết thắng;
- Huy hiệu 45 năm tuổi Đảng